# Christer Horn
Christer Horn (af Kanckas), född omkring 1670, död i maj 1722 på en resa mellan Åbo och Stockholm, var en svensk militär.
Christer Horn var son till överste Gustaf Horn och Anna Helena von Gertten. Han var fänrik i utländsk tjänst 1686, blev överstelöjtnant vid guvernörsregementet i Riga 1701 och var överste och chef för Åbo läns infanteriregemente. Han blev krigsfånge vid Rigas fall 1710 och släpptes ur fångenskapen först 1721. Samma år befordrades han till generalmajor.